# Sepulcro de Gutierre de la Cueva
El sepulcro de Gutierre de la Cueva es una obra escultórica española correspondiente al periodo intermedio entre el gótico tardío y el primer renacimiento castellano, efectuada en alabastro entre los años 1500 y 1510 para el panteón que el Ducado de Alburquerque edificó en el monasterio de San Francisco de Cuéllar (Segovia). El sepulcro fue mandado construir por Beltrán de la Cueva, valido de Enrique IV de Castilla y primer duque de Alburquerque, para su hermano el obispo don Gutierre de la Cueva, que ocupó la silla episcopal de Palencia y con ello fue conde de Pernía, muerto en 1469.
Su autoría está discutida, aunque la propuesta más aceptada atribuye el conjunto al escultor Vasco de la Zarza, estando considerado una de sus mejores obras. Pese a ello, también se encuentran influencias del gótico burgalés, habiéndose registrado semejanzas con los sepulcros de Juan II de Castilla e Isabel de Portugal, obra de Gil de Siloé y otros ejemplos de Simón de Colonia o Felipe Bigarny.
En la actualidad, la mayor parte del conjunto se conserva en la Hispanic Society of America (Nueva York), donde se asegura que se trata de una de las esculturas renacentistas más impresionantes de su colección, aunque también se conservan fragmentos del sepulcro en el Museo Nacional de Escultura de Valladolid y en la catedral de Segovia.

## Historia
Beltrán de la Cueva, primer duque de Alburquerque, mandó en su segundo testamento, otorgado en el castillo de Cuéllar a 29 de enero de 1472, que se construyeran sepulcros de alabastro con los respectivos bultos o estatuas para él y dos de sus esposas, otro para su segunda mujer y otro para su hermano Gutierre de la Cueva, para situarles en la capilla mayor del monasterio de San Francisco, de Cuéllar, cuyo patronato adquirió en 1476 para destinarla a panteón familiar de su Casa.
Falleció el duque en el año 1492, y su viuda, María de Velasco, quien lo había sido antes de Juan Pacheco, marqués de Villena, consideró haber quedado en posesión de la villa de Cuéllar, y fue por ello la ejecutora en primera instancia de la voluntad de don Beltrán. Para eso debió contactar con algún taller de Burgos, pues esta influencia se refleja en la base del sepulcro, hecho debido con toda seguridad a la relación que tenía la duquesa viuda con la zona, pues debió nacer en aquella ciudad, siendo hija de Pedro III Fernández de Velasco, segundo conde de Haro y sexto condestable de Castilla, quien construyó su mausoleo en la catedral de Burgos pocos años antes.
Una vez que las disputas sobre la posesión de Cuéllar entre María de Velasco y el hijo primogénito del duque, Francisco Fernández de la Cueva y Mendoza quedaron resueltas a favor del segundo, éste debió cambiar el proyecto iniciado por su madrastra y encargar el conjunto al escultor Vasco de la Zarza. Se sabe que el nuevo modelo ya estaba encargado en 1498, pues en un libro de cuentas figura una partida por la que se debían pagar por cinco bultos de alabastro que se an de azer en sant francisco de cuellar la cantidad de 250.000 maravedís. Por el contrario se desconocen los plazos marcados para la realización de la obra, que parece fue realizada entre los años 1500 y 1510. A pesar de ello, en 1525, año en que el segundo duque otorgó testamento, no se encontraba colocada en la capilla mayor de San Francisco, como él mismo mantiene en el citado texto:

«digo que a causa de no estar acabada la capilla de San Francisco, no se han puesto los bultos que yo tengo hechos de alabastro, ni puesta la rexa ni banderas de sus armas quel dicho duque mi señor mandó en su testamento que se pusiesen. Por ende mando que se acabe la dicha capilla y se pongan los dichos bultos y rexa, banderas e sus armas si yo no lo dexare acabado y puesto».

Se desconoce si fue don Francisco, fallecido en 1526 o bien su hijo, Beltrán II de la Cueva y Toledo, tercer duque, quien finalizó la obra de instalación de los sepulcros. Algunos documentos sugieren que tampoco estaba totalmente finalizada en 1538, pero parecen referirse a la capilla y no al conjunto funerario, por lo que habría que situar la fecha de colocación entre 1526 y 1538.
Durante la Guerra de la Independencia los franceses ocuparon el monasterio y causaron serios daños en toda la iglesia, incluido el conjunto escultórico, quedando algunos rostros de las esculturas mutilados en parte. Tras la Desamortización el monasterio quedó exclaustrado, y se mantuvo cerrado en constante deterioro, agravado con la instalación de una fábrica de harinas en el interior de la iglesia. Finalmente, en el año 1906 el por entonces duque José Isidro Osorio y Silva-Bazán, conocido como Pepe Osorio, el Gran Duque de Sesto, vendió el conjunto a un marchante de Archer Milton Huntington, fundador de la Hispanic Society of America, trasladando de inmediato los sepulcros a Nueva York. Se desconoce por completo el precio por el que fue vendido el conjunto, pues no se conserva documentación sobre su compra y traslado, ya que Huntington era muy celoso por ocultar los precios y acuerdos en sus adquisiciones.

## Descripción

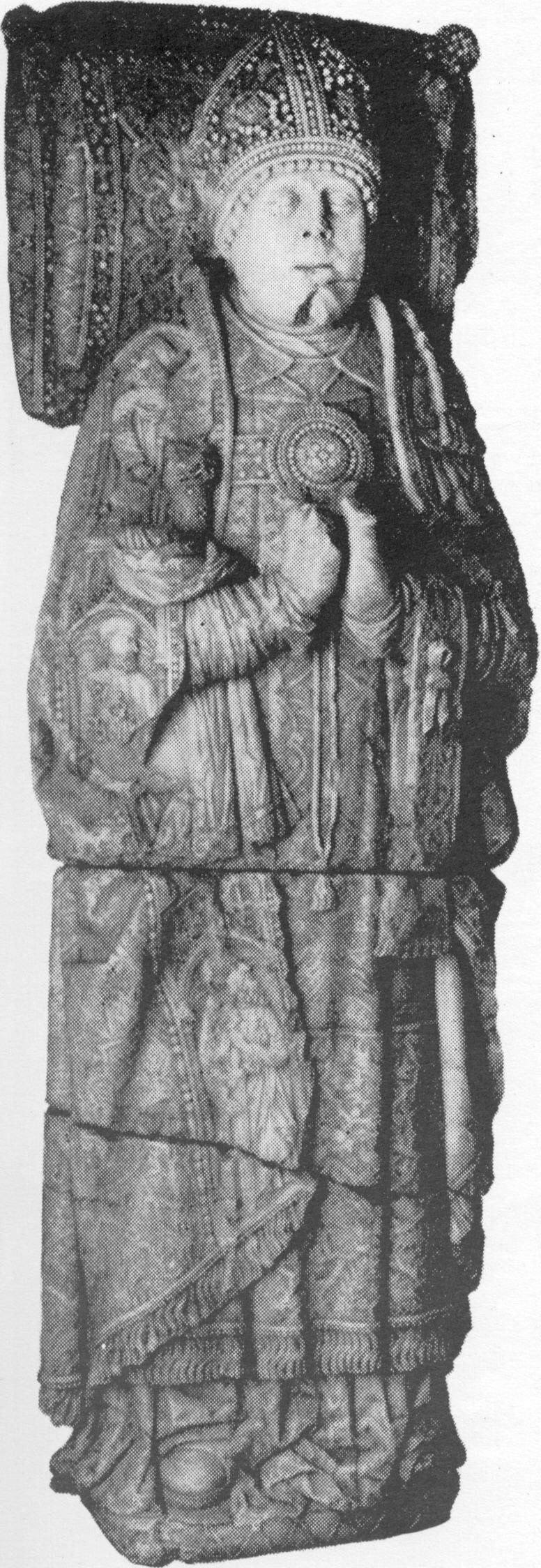
Estatua yacente de Gutierre de la Cueva.

El sepulcro estaba situado en el lado de la Epístola del crucero de la iglesia conventual. Está realizado por completo en alabastro y las piezas que se conservan tienen una longitud de 3,87 m x 1,12 m, por lo que es de mayor tamaño que el del infante Alfonso de Castilla en la Cartuja de Miraflores (Burgos); guarda similitudes estéticas con el del arcediano Fernando Díaz de Fuentepelayo, atribuido a Gil de Siloé.
El monumento se compone de cuatro niveles; la base arrancaba desde el suelo sobre una losa de jaspe rojizo labrado que se trasladó a principios del siglo XX a la catedral de Segovia, y en la actualidad se encuentra en paradero desconocido. Sobre ella se levantaba una estructura de cuatro columnas decoradas con grutescos vegetales, que arrancan de la espalda de un animal acéfalo cubierto de pelo, dos de las cuales se hallan en la actualidad en la mencionada catedral. En el centro del frontal, y guarnecido por las columnas, se localizaba un panel con el escudo de armas de los Cueva, y flanqueando el mismo, dos paneles decorados con una pareja de sirenas y cornucopias, que se encuentran en la actualidad en el Museo Nacional de Escultura de Valladolid y en la capilla de los Cabrera de la catedral de Segovia, uno en cada institución.
En el segundo nivel se sitúa la estatua yacente de Gutierre de la Cueva, y ante ella aparece la escena del Descendimiento de Cristo, intentando simbolizar el típico mensaje del arte fúnebre, donde el fallecido confía en su Resurrección al igual que ocurrió con Cristo; junto a esta escena, aparece un relieve de Nuestra Señora de la Piedad.
En el tercer nivel se localiza la escena de la Anunciación, que pretende reforzar el mensaje anterior, y está compuesta por el arcángel San Gabriel con San Buenaventura en un extremo, y en el otro la Virgen María acompañada de San Jerónimo, todo ello bajo cinco guardapolvos. Un cuarto nivel corona la escena con una imagen sedente de Padre Eterno, rodeado de siete grandes agujas de crestería, adornadas con excelentes figuritas que flanquean el arco rebajado; sobre ellas se apoya el armorial con las armas de la Casa de la Cueva adornadas con los atributos eclesiásticos y nobiliarios que por sus dignidades le correspondían.
Su situación actual, desmontado en tres alturas, permite apreciar con mayor detalle el conjunto. Desde el punto de vista estilístico, destaca la talla que recuerda a otras obras, como los relieves de Felipe Bigarny en la catedral de Burgos y otros trabajos de Gil de Siloé, aunque en este caso sobresale especialmente la calidad de los finos detalles en los rostros, las joyas y los trajes, sobre todo los ribetes y puntillas con que son adornadas las túnicas. También confieren gran calidad al sepulcro las molduras, veneras y fondos de adorno en bajorrelieve.

## Diferencias sobre su autoría
A pesar de que la teoría más aceptada atribuye la obra a Vasco de la Zarza, existen diferentes opiniones al respecto sobre la ejecución del sepulcro. El primer historiador en considerar que se trata de un trabajo realizado por Vasco de la Zarza fue el granadino Manuel Gómez-Moreno, quien no sólo mantuvo la tesis de que se trata de una de sus primeras obras de calidad, sino que la califica como una de las mejores que realizó el maestro. A juzgar por las palabras de Gómez-Moreno, el artista realizó esta obra con anterioridad al sepulcro de Alonso Fernández de Madrigal, así como el de los Tostado, ambos en la catedral de Ávila.
Para la profesora Beatrice Gilman Proske también pertenecen a Vasco de la Zarza, pero sitúa su cronología entre 1508 y 1517. Finalmente, Miguel Ángel Marcos Villán, perteneciente al Museo Nacional de Escultura manifiesta estar de acuerdo con las opiniones de Gómez-Moreno, a quien suscribe en sus comentarios.
Por su parte, la actual propietaria (Hispanic Society of America) considera que se trata de una obra burgalesa muy similar a otras composiciones realizadas en la ciudad en la misma época, y pese a que no la atribuye a un autor en concreto, considera que el artista estuvo al menos influenciado por las obras de Diego y Gil de Siloé, y por la de Bigarny.